# Кикоть Поліна Юхимівна
Полі́на Юхи́мівна Кикоть (1908, с. Великий Кобелячок Новосанжарського району Полтавської області — 1980, там же) — вчена-літературознавець, кандидат філологічних наук (1954), відмінник народної освіти (1960), співавторка підручників з української літератури для середньої школи.

## Біографія
Народилася 1908 року в селі Великий Кобелячок Новосанжарського району Полтавської області в сім'ї селянина-бідняка. 
У 1924 році закінчила Полтавський педагогічний технікум.У 1930 — Полтавський педагогічний інститут, а у 1933 — аспірантуру. 
З 1924 по 1927 рік працювала вчителькою у Молодиківській середній школі. З 1930 по 1933 — у Диканській середній школі.
З 1936 по 1941 — старшим викладачем, деканом мовно-літературного факультету, завідувачкою кафедри української літератури Тираспольського педагогічного університету. З 1941 по 1943 — учителькою російської літератури і заступником директора Красноярської середньої школи (Сталінградська  область, РРФСР). 
З 1944 по 1948 — інструктором відділу шкіл Полтавського обкому партії.
У Полтавському державному педагогічному інституті ім. В. Г. Короленка з 1948 року: старшим викладачем (з 1948 по 1955), доцентом кафедри української літератури (з 1955 по 1967).
З 1967 року, ймовірно, на пенсії за віком. Померла 1980 року в рідному селі на 72 році життя.

## Наукова робота
Досліджувала творчість Івана Котляревського, Архипа Тесленка, Михайла Стельмаха, Юрія Збанацького, Василя Стефаника та інших. Співавторка підручників з української літератури для середньої школи.

### Праці
- Хрестоматія з української літератури: для 7 кл. серед. шк. — К., 1953 (співавтор);
- Українська література: підручник для 8 кл. шкіл з укр. і рос. мовами навчання. — 1—6-е вид. — К.., 1960—1966 (співавтор);
- Вивчення творчості Юрія Збанацького у VIII класі восьмирічної школи // Наукові записки / Полт. пед. ін-т. Сер. «Історія літератури». — 1961. — Т. 12. — Вип. 1;
- Українська література: підручник для 7 кл. — 11-е вид. — К., 1967—1977 (співавтор)[1].

## Нагороди
- Нагрудний знак «Відмінник народної освіти» (1960);
- медаль «За доблесну працю у Великій Вітчизняній війні 1941—1945 рр.»[1].